# Campionati tedeschi di sci alpino 1992
Ai Campionati tedeschi di sci alpino 1992 furono assegnati i titoli di discesa libera, supergigante, slalom gigante e slalom speciale, sia maschili sia femminili.

## Risultati

### Uomini

#### Discesa libera
| Pos. | Atleta            | Nazione  |
| ---- | ----------------- | -------- |
| 1    | Hansjörg Tauscher | Germania |
| 2    | Stefan Krauß      | Germania |
| 3    | Peter Eigler      | Germania |

#### Supergigante
| Pos. | Atleta            | Nazione  |
| ---- | ----------------- | -------- |
| 1    | Stefan Krauß      | Germania |
| 2    | Markus Wasmeier   | Germania |
| 3    | Hansjörg Tauscher | Germania |

#### Slalom gigante
| Pos. | Atleta         | Nazione  |
| ---- | -------------- | -------- |
| 1    | Armin Bittner  | Germania |
| 2    | Peter Roth     | Germania |
| 3    | Anton Gstatter | Germania |

#### Slalom speciale
| Pos. | Atleta         | Nazione  |
| ---- | -------------- | -------- |
| 1    | Peter Roth     | Germania |
| 2    | Bernhard Bauer | Germania |
| 3    | Josef Schick   | Germania |

### Donne

#### Discesa libera
| Pos. | Atleta                | Nazione  |
| ---- | --------------------- | -------- |
| 1    | Regina Häusl          | Germania |
| 2    | Katrin Gutensohn      | Germania |
| 3    | Ulrike Stanggassinger | Germania |

#### Supergigante
| Pos. | Atleta                | Nazione  |
| ---- | --------------------- | -------- |
| 1    | Ulrike Stanggassinger | Germania |
| 2    | Miriam Vogt           | Germania |
| 3    | Katrin Gutensohn      | Germania |

#### Slalom gigante
| Pos. | Atleta                 | Nazione  |
| ---- | ---------------------- | -------- |
| 1    | Christina Meier        | Germania |
| 2    | Martina Ertl           | Germania |
| 3    | Andrea Schwarzenberger | Germania |

#### Slalom speciale
| Pos. | Atleta                 | Nazione  |
| ---- | ---------------------- | -------- |
| 1    | Angela Drexl           | Germania |
| 2    | Kerstin Riediger       | Germania |
| 3    | Andrea Schwarzenberger | Germania |